# Домазо
Домазо (італ. Domaso) — муніципалітет в Італії, у регіоні Ломбардія, провінція Комо.
Домазо розташоване на відстані близько 540 км на північний захід від Рима, 80 км на північ від Мілана, 45 км на північний схід від Комо.
Населення — 1484 особи (2014).
Щорічний фестиваль відбувається 24 серпня. Покровитель — святий Варфоломій.

## Демографія
Населення за роками:

Станом на 1 січня 2023 року в муніципалітеті офіційно проживало 78 іноземців з 23 країн, серед них 13 громадян країн Євросоюзу та 4 громадяни України.

## Сусідні муніципалітети
- Коліко
- Граведона
- Ліво
- Пельйо
- Веркана
- Донго